# Patrícia Morais
Pour les articles homonymes, voir Morais.
Patrícia Morais, née le 17 juin 1992 à Lisbonne, au Portugal, est une footballeuse internationale portugaise évoluant au poste de gardienne. Elle est internationale A portugaise depuis 2011. Elle est choisie pour occuper le poste de gardienne du Sporting CP, lorsque le Club a de nouveau parié sur le football féminin, c'est-à-dire en 2016. À l'époque, elle est déjà considérée comme l'une des meilleures gardiennes portugaises, ayant remporté plusieurs titres au service du SU 1º Dezembro et être passé par deux clubs français.

## Biographie
Elle commence à jouer à 11 ans, à Lisbonne, au sein du Clube Futebol Santa Iria, où elle ne passe que 2 saisons en équipe mixte, avant de pratiquer le futsal en équipes féminines. Elle joue de 11 à 16 ans, attaquante. Lors d'une rencontre jeune, elle doit remplacer la gardienne blessée. Elle n'a plus quitté les buts depuis, connaissant même une ascension fulgurante en intégrant la sélection nationale des moins de 19 ans, alors qu'elle dispute le Promoção Feminina avec l'União Desportiva Ponte Frielas. En 2012 elle suscite l'intérêt d'un club français dont elle recuse l'invitation ne se sentant pas encore prête à quitter son Portugal natal.
Après une année en Division II à Yzeure dans l'Allier, où elle arrive fin juillet 2014, et y dispute 19 des 22 matches de championnat. Elle rejoint l'ASPTT Albi qui évolue en Division I. Après avoir disputé 17 rencontres de championnat, elle ne fait plus partie des besoints des dirigeants, elle quitte la France.
De retour au Portugal, et avec le retour vers le football féminin de grands clubs portugais, elle signe avec le Sporting Portugal. En juin 2018, avec 2 titres de championnes, 2 coupes, une supercoupe en poche, et avoir été désignée meilleur joueuse de cette dernière, elle prolonge jusqu'en 2021 avec le Sporting. En juillet 2019, elle reçoit des mains de Carla Couto, le prix de la meilleure gardienne de la saison 2018/2019.

## Statistiques[8]

### En club
| Saison                | Club                  | Championnat           | Championnat | Championnat | Coupe(s) nationale(s) | Coupe(s) nationale(s) | Compétition(s) continentale(s) | Compétition(s) continentale(s) | Compétition(s) continentale(s) | Sélection | Sélection | Sélection | Total | Total |
| Saison                | Club                  | Division              | M.          | B.          | M.                    | B.                    | Comp.                          | M.                             | B.                             | Équipe    | M.        | B.        | M.    | B.    |
| 2007-2008             | UD Ponte Frielas      | Promoção Feminina     | -           | -           | -                     | -                     | -                              | 0                              | 0                              | -         | 0         | 0         | 0     | 0     |
| 2008-2009             | UD Ponte Frielas      | Promoção Feminina     | -           | -           | -                     | -                     | -                              | 0                              | 0                              | U19       | 5         | 0         | 5     | 0     |
| Sous-total            | Sous-total            | Sous-total            | 0           | 0           | 0                     | 0                     | -                              | 0                              | 0                              | -         | 5         | 0         | 5     | 0     |
| 2009-2010             | EFF Setúbal           | Promoção Feminina     | -           | -           | -                     | -                     | -                              | 0                              | 0                              | U19       | 2         | 0         | 2     | 0     |
| Sous-total            | Sous-total            | Sous-total            | 0           | 0           | 0                     | 0                     | -                              | 0                              | 0                              | -         | 2         | 0         | 2     | 0     |
| 2010-2011             | SU 1º Dezembro        | Nacional Féminino     | 3           | 0           | 1                     | 0                     | -                              | 0                              | 0                              | U19       | 7         | 0         | 11    | 0     |
| 2011-2012             | SU 1º Dezembro        | Nacional Féminino     | 18          | 0           | 4                     | 0                     | LDC                            | 2                              | 0                              | A         | 6         | 0         | 30    | 0     |
| 2012-2013             | SU 1º Dezembro        | Nacional Féminino     | 2           | 0           | -                     | -                     | LDC                            | 3                              | 0                              | A         | 4         | 0         | 9     | 0     |
| Sous-total            | Sous-total            | Sous-total            | 23          | 0           | 5                     | 0                     | -                              | 5                              | 0                              | -         | 17        | 0         | 50    | 0     |
| 2013-2014             | GDC A-dos-Francos     | Nacional Féminino     | 1           | 0           | -                     | -                     | -                              | 0                              | 0                              | A         | 5         | 0         | 6     | 0     |
| Sous-total            | Sous-total            | Sous-total            | 1           | 0           | 0                     | 0                     | -                              | 0                              | 0                              | -         | 5         | 0         | 6     | 0     |
| 2014-2015             | FF Yzeure             | Division II           | 19          | 0           | 3                     | 0                     | -                              | 0                              | 0                              | A         | 4         | 0         | 26    | 0     |
| Sous-total            | Sous-total            | Sous-total            | 19          | 0           | 3                     | 0                     | -                              | 0                              | 0                              | -         | 4         | 0         | 26    | 0     |
| 2015-2016             | ASPTT Albi            | Division I            | 17          | 0           | 0                     | 0                     | -                              | 0                              | 0                              | A         | 10        | 0         | 27    | 0     |
| Sous-total            | Sous-total            | Sous-total            | 17          | 0           | 0                     | 0                     | -                              | 0                              | 0                              | -         | 10        | 0         | 27    | 0     |
| 2016-2017             | Sporting CP           | Liga Allianz          | 19          | 0           | 3                     | 0                     | -                              | 0                              | 0                              | A         | 11        | 0         | 33    | 0     |
| 2017-2018             | Sporting CP           | Liga Allianz          | 12          | 0           | 5                     | 0                     | LDC                            | 2                              | 0                              | A         | 7         | 0         | 26    | 0     |
| 2018-2019             | Sporting CP           | Liga BPI              | 17          | 0           | 2                     | 0                     | LDC                            | 2                              | 0                              | A         | 7         | 0         | 28    | 0     |
| 2019-2020             | Sporting CP           | Liga BPI              | 11          | 0           | 2                     | 0                     | -                              | 0                              | 0                              | A         | 2         | 0         | 15    | 0     |
| 2020-2021             | Sporting CP           | Liga BPI              | 7           | 0           | 2                     | 0                     | -                              | 0                              | 0                              | A         | 4         | 0         | 13    | 0     |
| Sous-total            | Sous-total            | Sous-total            | 66          | 0           | 14                    | 0                     | -                              | 4                              | 0                              | -         | 31        | 0         | 115   | 0     |
| 2021-2022             | SC Braga              | Liga BPI              | 21          | 0           | 9                     | 0                     | -                              | 0                              | 0                              | A         | 7         | 0         | 37    | 0     |
| 2022-2023             | SC Braga              | Liga BPI              | 19          | 0           | 11                    | 0                     | -                              | 0                              | 0                              | A         | 8         | 0         | 38    | 0     |
| 2023-2024             | SC Braga              | Liga BPI              | 17          | 0           | 6                     | 0                     | -                              | 0                              | 0                              | A         | 6         | 0         | 29    | 0     |
| Sous-total            | Sous-total            | Sous-total            | 57          | 0           | 26                    | 0                     | -                              | 0                              | 0                              | -         | 21        | 0         | 104   | 0     |
| Total sur la carrière | Total sur la carrière | Total sur la carrière | 166         | 0           | 45                    | 0                     | -                              | 9                              | 0                              | -         | 95        | 0         | 315   | 0     |

Statistiques actualisées le 29 mars 2024

#### Matchs disputés en coupes continentales[10]
| Matchs | Date         | Stade                                    | Adversaire               | Résultat | Minutes | Compétition         | Buts | Tour                   | Club        |
| ------ | ------------ | ---------------------------------------- | ------------------------ | -------- | ------- | ------------------- | ---- | ---------------------- | ----------- |
| 1      | 11 août 2011 | Estádio do Sport União Sintrense, Sintra | ASA Tel-Aviv             | 1 – 1    | 90 min  | Ligue des champions | 0    | Phase de qualification | 1° Dezembro |
| 2      | 16 août 2011 | Estádio do Sport União Sintrense, Sintra | MTK Budapest             | 0 – 0    | 90 min  | Ligue des champions | 0    | Phase de qualification | 1° Dezembro |
| 3      | 11 août 2012 | Centenary Stadium, Birzebbuga            | Glentoran Belfast United | 4 – 0    | 90 min  | Ligue des champions | 0    | Phase de qualification | 1° Dezembro |
| 4      | 13 août 2012 | Centenary Stadium, Birzebbuga            | Birkirkara FC            | 1 – 0    | 90 min  | Ligue des champions | 0    | Phase de qualification | 1° Dezembro |
| 5      | 16 août 2012 | Ta'Qali Stadium, Ta'Qali                 | CFF Olimpia Cluj-Napoca  | 4 – 1    | 90 min  | Ligue des champions | 0    | Phase de qualification | 1° Dezembro |
| 6      | 22 août 2017 | Stade Hévízi úti, Budapest               | BIIK Kazygurt            | 2 – 1    | 90 min  | Ligue des champions | 0    | Phase de qualification | Sporting CP |
| 7      | 25 août 2017 | Stade Nándor Hidegkuti, Budapest         | MTK Hungária FC          | 2 – 0    | 90 min  | Ligue des champions | 0    | Phase de qualification | Sporting CP |
| 8      | 7 août 2018  | Stade Gradski vrt, Osijek                | Avaldsnes IL             | 3 – 2    | 90 min  | Ligue des champions | 0    | Phase de qualification | Sporting CP |
| 9      | 10 août 2018 | Stade Gradski vrt, Osijek                | ŽNK Osijek               | 3 – 0    | 90 min  | Ligue des champions | 0    | Phase de qualification | Sporting CP |

### En sélection nationale[11]
Le 28 septembre 2008 elle obtient sa première internationalisation avec les U19. Lors d'un match contre les îles Féroé.
Le 22 octobre 2011, elle revêt, la tunique des A, face à la République tchèque (défaite 1 à 0).
En juin 2017, elle est appelée par l'entraîneur Francisco Neto afin de représenter le Portugal à l'Euro 2017 . 
| Matches officiels de Rute Costa en sélections portugaises au 22 décembre 2019 | Matches officiels de Rute Costa en sélections portugaises au 22 décembre 2019 | Matches officiels de Rute Costa en sélections portugaises au 22 décembre 2019 | Matches officiels de Rute Costa en sélections portugaises au 22 décembre 2019 | Matches officiels de Rute Costa en sélections portugaises au 22 décembre 2019 |
| Club                                                                          | V.                                                                            | N.                                                                            | D.                                                                            | Buts                                                                          |
| ----------------------------------------------------------------------------- | ----------------------------------------------------------------------------- | ----------------------------------------------------------------------------- | ----------------------------------------------------------------------------- | ----------------------------------------------------------------------------- |
| Portugal U19 (16 matchs:20,78%) (Incomplet)                                   | 6 (42,86%)                                                                    | 1 (7,14%)                                                                     | 7 (50,00%)                                                                    | 0 (00,00%)                                                                    |
| Portugal A (61 matchs:79,22%)                                                 | 10 (17,86%)                                                                   | 12 (21,43%)                                                                   | 34 (60,71%)                                                                   | 0 (00,00%)                                                                    |
| Total (Incomplet)                                                             | 16 (22,86%)                                                                   | 13 (18,57%)                                                                   | 41 (58,57%)                                                                   | 0                                                                             |

## Palmarès[15]

### Avec leSU 1º Dezembro
- Vainqueur du Nacional feminino en 2010-11 et 2011-12
- Vainqueur de la Taça de Portugal en 2010-11 et 2011-12

### Avec leGDC A-dos-Francos
- Vice-championne du Nacional feminino en 2013-14

### Avec leSporting CP
- Vainqueur de la Liga feminina en 2016-17 et 2017-18
- Vainqueur de la Taça de Portugal en 2016-17 et 2017-18
- Vainqueur de la supertaça de Portugal en 2017
- Vice-championne de la Liga feminina en 2018-19
- Finaliste de la supertaça de Portugal en 2018